# Union rénovatrice asturienne
Pour les articles homonymes, voir Uras (homonymie).
L'Union rénovatrice asturienne (en espagnol : Unión Renovadora Asturiana) (URAS) est un parti politique espagnol régionaliste de centre droit présents dans les Asturies.

## Présentation
Fondé le 2 décembre 1998 par Sergio Marqués, président du gouvernement de la Principauté des Asturies et ancien membre du Parti populaire, il devient la quatrième force politique de la Communauté autonome lors des élections régionales du 13 juin 1999 en remportant 7,2 % des voix et trois députés sur 45 au parlement régional, la Junta General,,.
Aux élections suivantes, le 25 mai 2003, le résultat de l'URAS baisse à 2,9 % au niveau régional, tandis que son nombre de conseillers municipaux passe de 83 à 29. En vue du scrutin régional du 27 mai 2007, le parti s'allie avec le Parti asturianiste de Xuan Xosé Sánchez Vicente au sein de l'Union asturianiste,. Les résultats sont plus faibles que quatre ans plus tôt, avec 2,2 % des suffrages.
Six mois plus tard, en novembre 2007, Sergio Marqués annonce son retrait de la vie politique. Il est remplacé par Javier López Alonso à la présidence de l'URAS lors du congrès ordinaire du même mois.